# Streptocarpus meyeri
Streptocarpus meyeri är en tvåhjärtbladig växtart som beskrevs av Brian Laurence Burtt. Streptocarpus meyeri ingår i släktet Streptocarpus och familjen Gesneriaceae. Inga underarter finns listade i Catalogue of Life.